# Michelle Vargas
Michelle Vargas (San Francisco de Macorís, Dominikai Köztársaság, 1985. március 2. –) dominikai-amerikai színésznő és modell.

## Élete
Michelle Vargas 1985. március 2-án született a dominikai San Francisco de Macorísban. Tanulmányait New Yorkban fejezte be. 2003-ban megnyerte a Telenovella szereplő kerestetik című valóságshow 2. évadát. Ezután Mexikóba utazott, hogy ott folytassa színészi tanulmányait. 2005-ben debütált a Los Plateados című telenovellában, mint Laila. 2009-ben szerepet kapott az Ördögi körben, ahol Perlát alakította. 2012-ben, Párizsban feleségül ment Sebastien Charny-hoz.

## Filmográfia

### Televíziós sorozatok, telenovellák
| Év   | Eredeti Cím        | Cím        | Szerep           | Stúdió                                         |
| ---- | ------------------ | ---------- | ---------------- | ---------------------------------------------- |
| 2005 | Los Plateados      |            | Laila Bashur     | Telemundo - Argos                              |
| 2006 | La Viuda de Blanco |            | Valeria Sandoval | Telemundo                                      |
| 2009 | Más sabe el diablo | Ördögi kör | Perla Beltrán    | Telemundo                                      |
| 2010 | Condesa por amor   |            | Adriana          | Iguana Producciones - Venevision International |
| 2010 | Badass!            |            |                  | Electric Milk Creative                         |
| 2011 | Aurora             |            | Daniela          | Telemundo                                      |
| 2012 | El Talismán        | Talizmán   | Sarita           | Univision - Venevision                         |
| 2014 | Ballers            |            | Dashi            |                                                |

### Filmek, rövidfilmek
| Év   | Eredeti Cím                         | Cím | Szerep        | Stúdió                     |
| ---- | ----------------------------------- | --- | ------------- | -------------------------- |
| 2008 | I didn`t know who i was             |     | Ana           | Chalkboard Productions     |
| 2009 | Carpe Diem                          |     | Elizabeth     | GabeReel Films - Olympusat |
| 2010 | Más sabe el Diablo: El primer golpe |     | Perla Beltrán | Telemundo                  |
| 2011 | Jaque Mate                          |     | Alejandra H.  |                            |

### Egyéb
| Év   | Eredeti Cím               | Cím                             | Szerep | Stúdió    |
| ---- | ------------------------- | ------------------------------- | ------ | --------- |
| 2003 | Protagonistas de Novela 2 | Telenovella szereplő kerestetik | önmaga | Telemundo |

## Fordítás
- Ez a szócikk részben vagy egészben  a   Michelle Vargas című spanyol Wikipédia-szócikk fordításán alapul.  Az eredeti cikk szerkesztőit annak laptörténete sorolja fel. Ez a jelzés csupán a megfogalmazás eredetét és a szerzői jogokat jelzi, nem szolgál a cikkben szereplő információk forrásmegjelöléseként.